# Cuhureștii de Jos
Cuhureștii de Jos è un comune della Moldavia situato nel distretto di Florești di 2.299 abitanti al censimento del 2004.

## Località
Il comune è formato dall'insieme delle seguenti località (popolazione 2004):
- Cuhureștii de Jos (1.835 abitanti)
- Țipordei (464 abitanti)